# 1114
Năm 1114  trong lịch Julius.